# Hartmut Schoen
Hartmut Schoen (* 1951 in Heidenheim an der Brenz, aufgewachsen im Schwarzwald) ist ein deutscher Filmregisseur, Drehbuchautor und Produzent. Seine Filme schreibt und produziert er selbst.

## Werk
Hartmut Schoen studierte in Mainz und in Eindhoven mit Abschluss 1980. Seit 1978 ist er Autor, Regisseur und Produzent. Bereits während des Studiums der Politologie, Publizistik und öffentlichen Rechts begann er kurze Dokumentarfilme zu produzieren. Nach seinem Studium absolvierte eine Hospitanz bei einem Regionalsender in einem Feierabendmagazin, arbeitete in einer Nachrichtenredaktion und anschließend beim ZDF-Länderspiegel. 
Seinen ersten Kurzfilm drehte er über den Heiminsassen und Flugapparatebauer Gustav Mesmer, wofür er den Bundesfilmpreis erhielt. 
Anschließend produzierte er längere Reportagen und Dokumentarfilme für ZDF und ARD. 
Hartmut Schoens Dokumentarfilm mit dem Titel Jenseits der Schattengrenze  war das Porträt des Vietnamveteranen Larry Powell aus Bowling Green. Anschließend wechselte Hartmut Schoen zum fiktionalen Film. 
Im Auftrag des SWF und der Redakteurin Susan Schulte, die er bis heute als seine Mentorin sieht, entstand seine erste szenische Geschichte. 
Sein erster Spielfilm war Der letzte Gast mit Karin Baal in der Hauptrolle. Der Film erzählt die Geschichte „einer Konkursverwalterin eines bankrotten, ehemaligen Luxushotels, die sich in den prächtigen Mauern dieses Hotels ein eigenes fantastisches Leben ermöglicht, aber nicht bemerkt, wie sie dem Hasse des Dorfes anheim und schließlich der Rache seiner Bewohner zum Opfer fällt.“
Hartmut Schoen lebt am Bodensee.

## Themen
Die thematische Nische der Spielfilme von Hartmut Schoen „ist gefüllt mit randständigen Figuren, der Dorfdepp in Vom Küssen und vom Fliegen (Felix Eitner), das biedere, abgründige Bademeister-Ehepaar in Warten ist der Tod (Barbara Auer und Ulrich Tukur), der bigotte Russlanddeutsche in Zuckerbrot (Ivan Shvedoff), der einsame Herr Müller in  Der Grenzer und das Mädchen (Axel Prahl), die wegen ihrer Trunksucht von den Nachbarn ausgegrenzte Klavierlehrerin (Iris Berben) und der Verlierer und Plastefuger (Heino Ferch) in Die Mauer.“ Das sind, so Schoen, die Figuren, die ihm zusagen, „irgendwie sind sie harmlos, aber bei nahem Hinsehen menschlich, clever verständlich, einfallsreich, oft wild, immer voller Fantasie und Lebensliebe.“

## Filmografie
Spielfilme
- 1989: Der letzte Gast
- 1991: Die schönste Liebesgeschichte des Jahrhunderts
- 1992: Die Liebesreise des Herrn Matzke
- 1993: Tatort – Die Zärtlichkeit des Monsters
- 1996: Tatort – Schlaflose Nächte
- 1997: Liebesfeuer
- 1999: Warten ist der Tod
- 2000: Vom Küssen und vom Fliegen
- 2002: Gefährliche Nähe und du ahnst nichts
- 2003: Zuckerbrot
- 2005: Der Grenzer und das Mädchen
- 2006: Die Mauer – Berlin ’61
- 2011: In den besten Jahren
- 2011: Alleingang
- 2015: Unverschämtes Glück (Politsatire)
- 2015: Tatort – Spielverderber

Dokumentarfilme
- 1981: Gustav Mesmer – Der Flieger
- 1983: Gustav Mesmers Traum vom Fliegen
- 1983: Leben in der Betonstadt
- 1984: Grafeneck – Die Zeit des Lebens
- 1984: Schwarzwald ade
- 1985: Je näher man dran ist
- 1987: Die Potse
- 1987: Wenn nicht jetzt, wann dann?
- 1987: Phantom-Fieber
- 1994: Das Logbuch der Bounty
- 1991: Wut, Mut und über allem die Musik
- 1990: Trilogie der vergangenen Träume I – Los Angeles – Die Todeszone
- 1990: Trilogie der vergangenen Träume II – Florida – Die Orgie
- 1990: Trilogie der vergangenen Träume III – Alabama – Eine Liebesgeschichte
- 1990: Das Hobo-Abenteuer
- 1990: Kälte, Mord und Perestrojka
- 1989: Rekordversuch
- 1989: Vom Morgenland ins Reich der Sonnengöttin: China
- 1994: Grenzüberschreitung I – Jenseits der Schattengrenze
- 1994: Grenzüberschreitung II – Jenseits der Schmerzgrenze
- 1994: Grenzüberschreitung III – Jenseits der Schamgrenze
- 1997: Rasende Leidenschaft

## Auszeichnungen
Auszeichnungen Spielfilme
- 2007 für: „Die Mauer – Berlin ’61“

Emmy-Award 2007, Finalist
Prix Europa 2007
Int. TV Award (Silver Olive), Montenegro 2006
International Television Broadcasting Award 2008
World Medal
- 2004 für: Der Grenzer und das Mädchen:

Europäischer CIVIS Fernsehpreis 2005
Rencontres Int. de Television 2006: Bestes Drehbuch
- 2004 für: Zuckerbrot

Adolf-Grimme-Preis 2004
- 1999 für: Warten ist der Tod

Adolf-Grimme-Preis 2000
Bayerischer Fernsehpreis 2000
Deutscher Fernsehpreis 2000
Auszeichnungen Dokumentarfilme
- 1995 für: Grenzüberschreitung I – Jenseits der Schattengrenze

Adolf-Grimme-Preis
- 1991 für: Kälte, Mord und Perestrojka:

Bayerischer Fernsehpreis
- 1991 für: Trilogie der vergangenen Träume III

Alabama – Eine Liebesgeschichte:
Adolf-Grimme-Preis mit Silber (zusammen mit Carl-Franz Hutterer)
- 1988 für: Phantom-Fieber

Adolf-Grimme-Preis mit Gold (zusammen mit Carl-Franz Hutterer und Dieter Zimmer)
- 1984 für: Schwarzwald ade

Umweltfilmpreis der Europäischen Gemeinschaft
- 1984 für Grafeneck – Die Zeit des Lebens

Nominierung Prix Italia 1984